# Galezi neozeelandezi
Termenul de galezi neozeelandezi face referire fie la galezii care au imigrat și au devenit cetățeni ai Noii Zeelande, fie la cetățenii născuți în Noua Zeelandă de origine galeză. 